# Leptagrion dispar
Leptagrion dispar är en trollsländeart som först beskrevs av Selys 1876.  Leptagrion dispar ingår i släktet Leptagrion och familjen dammflicksländor. Inga underarter finns listade i Catalogue of Life.